# Дорожное (Костанайская область)
Дорожное (каз. Дорожный) — село в Фёдоровском районе Костанайской области Казахстана. Входит в состав Камышинского сельского округа. До 2019 года входило в состав упразднённого Чандакского сельского округа. Находится примерно в 45 км к востоку от районного центра, села Фёдоровка. Код КАТО — 396865300.

## Население
В 1999 году население села составляло 357 человек (181 мужчина и 176 женщин). По данным переписи 2009 года, в селе проживали 222 человека (116 мужчин и 106 женщин). По данным переписи 2021 года, в селе проживало 115 человек (57 мужчин и 58 женщин).